# Tshuapa (province)
Pour les articles homonymes, voir Tshuapa.
La province de la Tshuapa est une province de la république démocratique du Congo crée en 2015 à la suite de l'éclatement de la province historique de l'Équateur. Son chef-lieu est Boende.

## Géographie
Située au centre du pays, elle est limitrophe de 6 provinces congolaises.
|            | Mongala |         |
| Équateur   | Tshuapa | Tshopo  |
| Mai-Ndombe | Kasaï   | Sankuru |

## Territoires
La province est constituée d'une ville et de six territoires : Befale, Boende, Bokungu, Djolu, Ikela, Monkoto.
| CD45     | Province du Tshuapa   | Province du Tshuapa | Province du Tshuapa | Province du Tshuapa |
| Code INS | Subdivision           | Chef-lieu           | Superficie (km²)    | Population          |
| -------- | --------------------- | ------------------- | ------------------- | ------------------- |
|          | Ville de Boende       | Boende              | 382                 | 587 548             |
| 4071     | Territoire de Boende  | Boende              | 19 728              | 187 321             |
| 4072     | Territoire de Befale  | Befale              | 16 797              | 112 997             |
| 4073     | Territoire de Djolu   | Djolu               | 17 974              | 215 124             |
| 4074     | Territoire d'Ikela    | Ikela               | 22 567              | 76 579              |
| 4075     | Territoire de Bokungu | Bokungu             | 19 996              | 167 963             |
| 4076     | Territoire de Monkoto | Monkoto             | 36 385              | 99 585              |
| 4077     | Territoire de Lisoko  | Lisoko              | 4 385               | 5 585               |